# Érzelmi szegénység
Az érzelmi szegénység komplex pszichológiai tünetegyüttes, az érzelmek kifejezésével és tudatos megélésével kapcsolatos belső nehézségek, gátlások szélsőséges formája. Az érzelmek nagyon fontos szerepet töltenek be az egyéniség formálásában, így ezek hiányában nem is tudnánk teljes értékű életet élni, ezt nevezzük érzelmi szegénységnek.

## Érzelmi szegénységet előidéző tényezők
- csonka család (elváltak a szülők, az egyik szülő elhunyt)
- családi problémák (anyagi gondok, sok gyerek, alkoholista vagy agresszív szülő)

Érzelmi szegénység adódhat szeretethiányból, törődés, megértés nélkülözéséből a gyermekkor fontos szakaszában. Ebből fakadóan a környezet számára közvetíthető érzések korlátozottá válnak, illetve a kapottak értékelése a befogadó részéről nem teljesül.

## Az egyén érzelmeit befolyásoló tényezők
A gyermek születése pillanatától fennálló anya–gyermek kapcsolat nagymértékben befolyásolja a gyermek érzelmi fejlődését. Bowlby angol kutató vizsgálataiból kiderült, hogy különbség fedezhető fel azon gyermekek között, akik azonnal születésük után, illetve akik hat hónapos korukban vagy később veszítették el édesanyjukat. Az utóbbiak – akik megismerték az anya–gyermek kapcsolatot, és utána vesztették el anyjukat – antiszociálissá váltak. Csavargók lettek, sok szempontból a törvénnyel is összeütközésbe kerültek. Azok a gyermekek, akik születésük után azonnal anya nélkül maradtak, elsősorban aszociális jegyeket mutattak, tehát visszahúzódó, kapcsolatokat létesíteni nem tudó emberekké váltak, de nem lettek antiszociálisakká, nem kerültek szembe a társadalmi jog- és értékrendszerrel. Az antiszocialitás oka tulajdonképpen a frusztráció. Az aszociális magatartás gyökere az anyaigényben rejlik és amennyiben ez az igény nem teljesül személyiségzavarok léphetnek fel, hiszen az egyén az anya-gyerek kapcsolat szeretetét viszi át valamennyi szeretetkapcsolatára.
Az anya-gyermek kapcsolatnak a szoros kapcsolattól fokozatosan a teljes leválásig kell haladnia, ami nem a szeretet megszűnését jelenti az anya iránt, hanem a kibontakozó függetlenséget, ami lehetővé teszi a nem kóros, harmonikus kapcsolat fenntartását a szülővel. Mert ha ez a kapcsolat kóros, akkor más szociális kapcsolatokat károsít.
Felmerül a kérdés, hogy a korai időszakban megadott szeretet bizonyossá teszi-e, hogy a gyerek később is megtartja ezt a szeretetet, és a szülő részéről semmiféle későbbi megerősítésre nincs-e szükség? A tapasztalat ellene szól ennek, a szeretetet folytonosan meg kell erősíteni. Hároméves kor után is, amikor elkezdődik az a fajta szabályos elszakadási folyamat, melynek során a gyermeket már nem veszi ölbe az anya, s ezt a gyermek is kevésbé igényli, meghatározott nevelési módszerekre és a szeretetkapcsolat megfelelő alakítására van szükség ahhoz, hogy a gyermek személyisége egészségesen fejlődjön.

## Lásd még
- Hospitalizmus